# Jean Dunand
Jean Dunand (Lancy, 20 maggio 1877 – Parigi, 7 giugno 1942) è stato un artista svizzero naturalizzato francese esponente dell'art déco.

## Biografia
Jules-John Dunand nacque a Lancy, in Svizzera, il 20 maggio 1877. In seguito cambiò nome in Jean e divenne un cittadino naturalizzato francese nel 1922. All'età di quattordici anni, Dunand studiò scultura alla Scuola di Arti industriali di Ginevra, dove ottenne diversi riconoscimenti. Nel 1897, dopo essersi diplomato, si trasferì a Parigi e iniziò a lavorare come scultore e artigiano del rame. Nel 1904 partecipò al Salon della Société Nationale des Beaux-Arts. Nel frattempo, fra il 1903 e il 1906, l'artista aveva decorato l'albergo della contessa di Béarn con Jean Dampt. Intorno al 1912, Dunand iniziò a collaborare con Seizo Sugawara, un laccatore giapponese trapiantato in Francia, alla creazione di grandi pannelli decorativi e paraventi. Dunand decorò anche mobili di altri designer, fra cui Jacques-Émile Ruhlmann e Pierre Legrain. In occasione dell'Esposizione internazionale di arti decorative e industriali moderne del 1925, progettò una sala fumatori per l'ambasciata francese in stile art déco, e aiutò Ruhlmann a realizzare il suo Hôtel du collectionneur. Gli vennero commissionati molti interni di navi e appartamenti, fra cui l'aula per fumatori del transatlantico SS Normandie. Dunand morì a Parigi nel 1942.

## Stile e tecnica
Dunand lavorava con molti materiali diversi, tra cui acciaio, rame, peltro e argento, rivestiti di oro o madreperla e spesso decorati con smalti e patine. Le sue opere includevano vasi, piatti, scatole e gioielli. Le immagini da lui raffigurate spaziavano da figure floreali e animali, a opere di impostazione neo-cubista, e a soggetti orientaleggianti.

## Galleria d'immagini

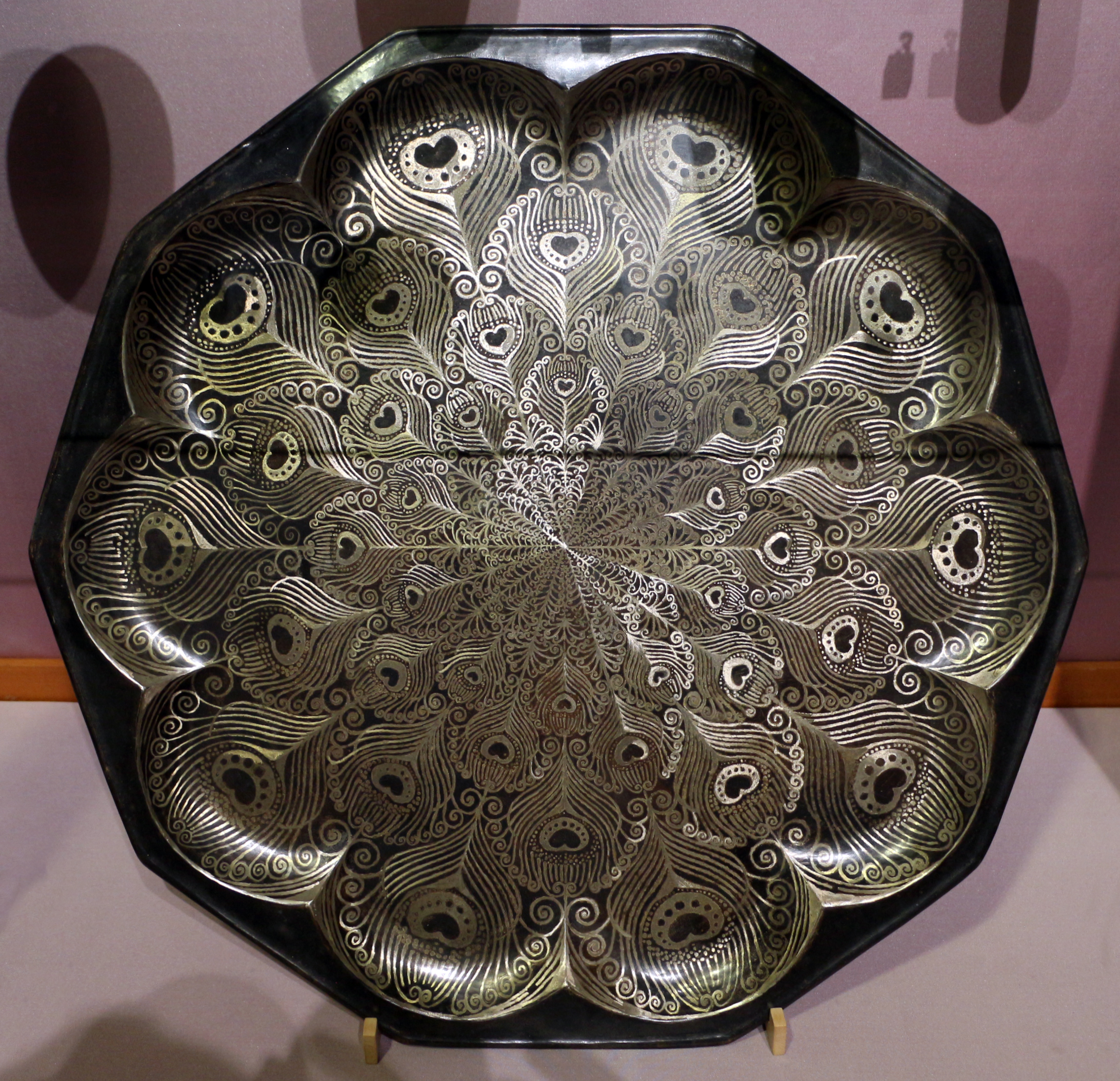
Vassoio in nickel e argento (1914) al Musée d'Orsay di Parigi
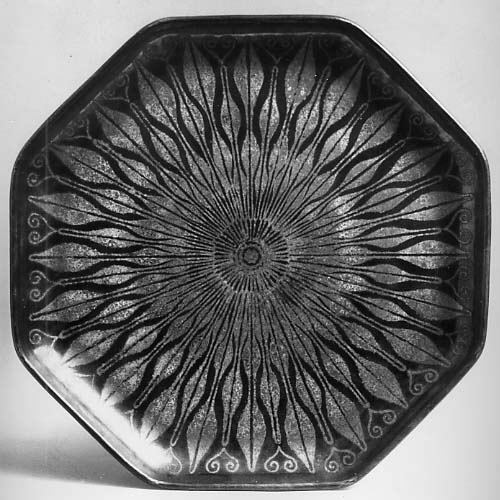
Vassoio in argento (ca. 1920) al Metropolitan Museum of Art
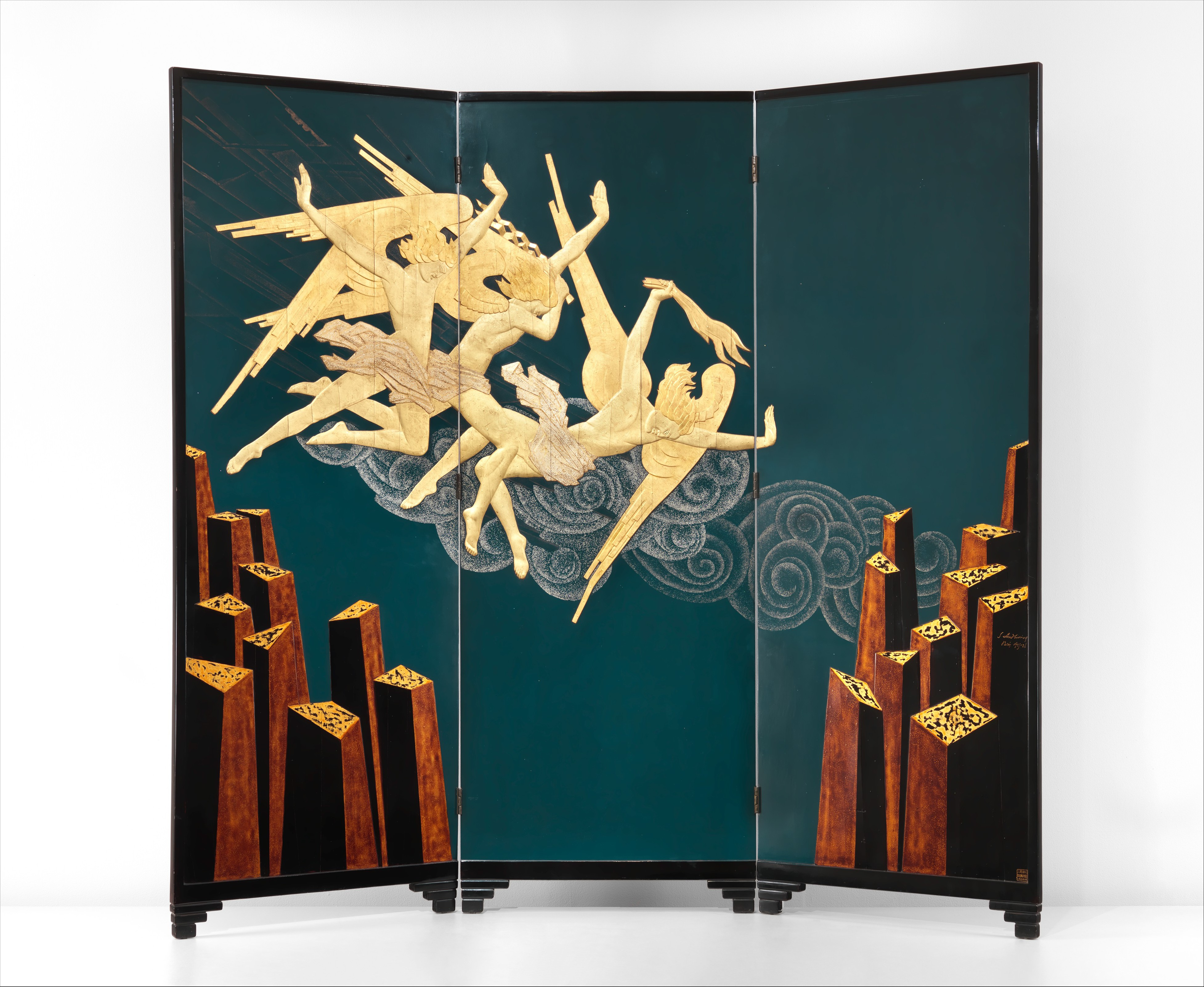
Fortissimo (1924-26), pannello a tecnica mista al Metropolitan Museum of Art
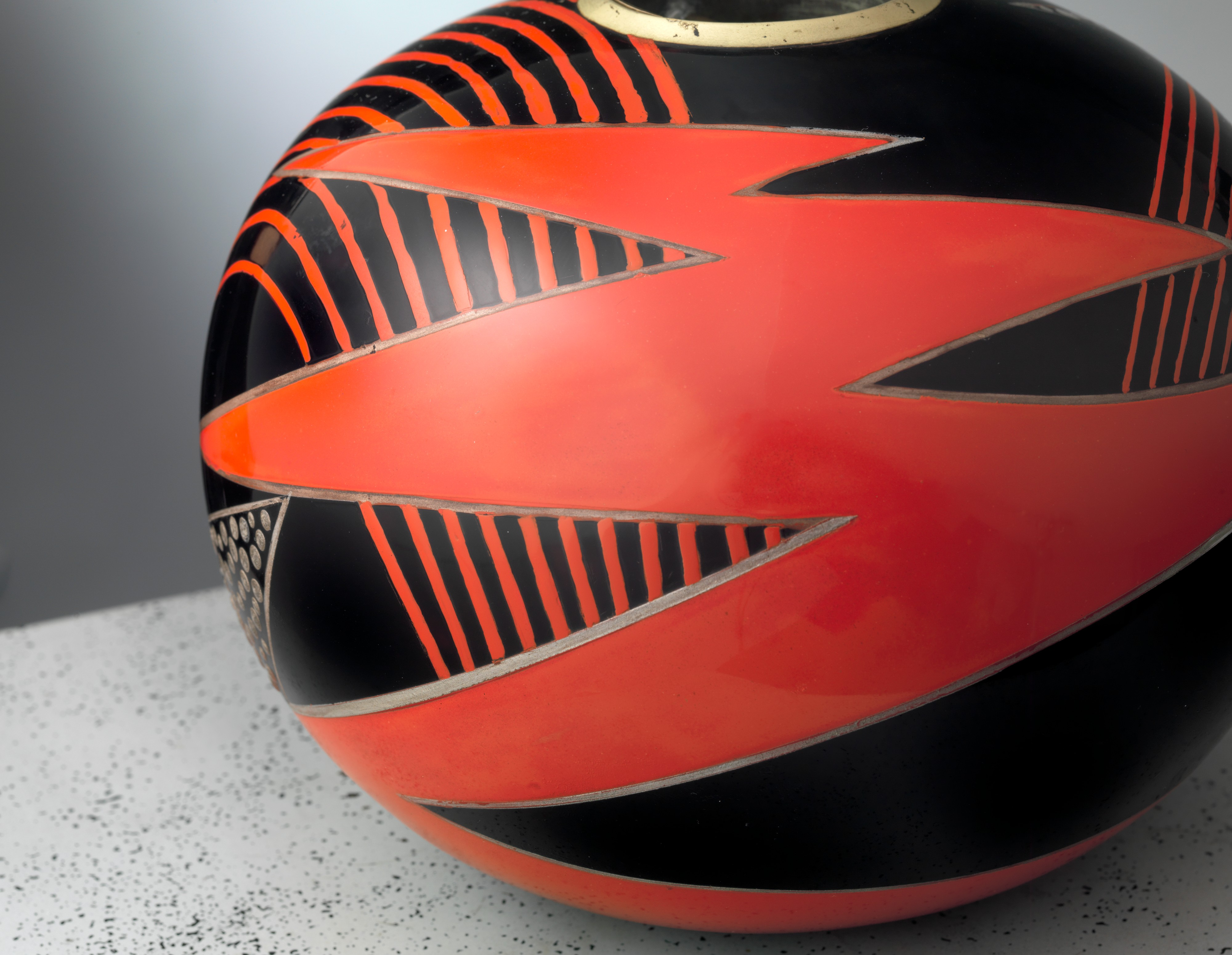
Vaso in metallo laccato (ca. 1925) al Metropolitan Museum of Art
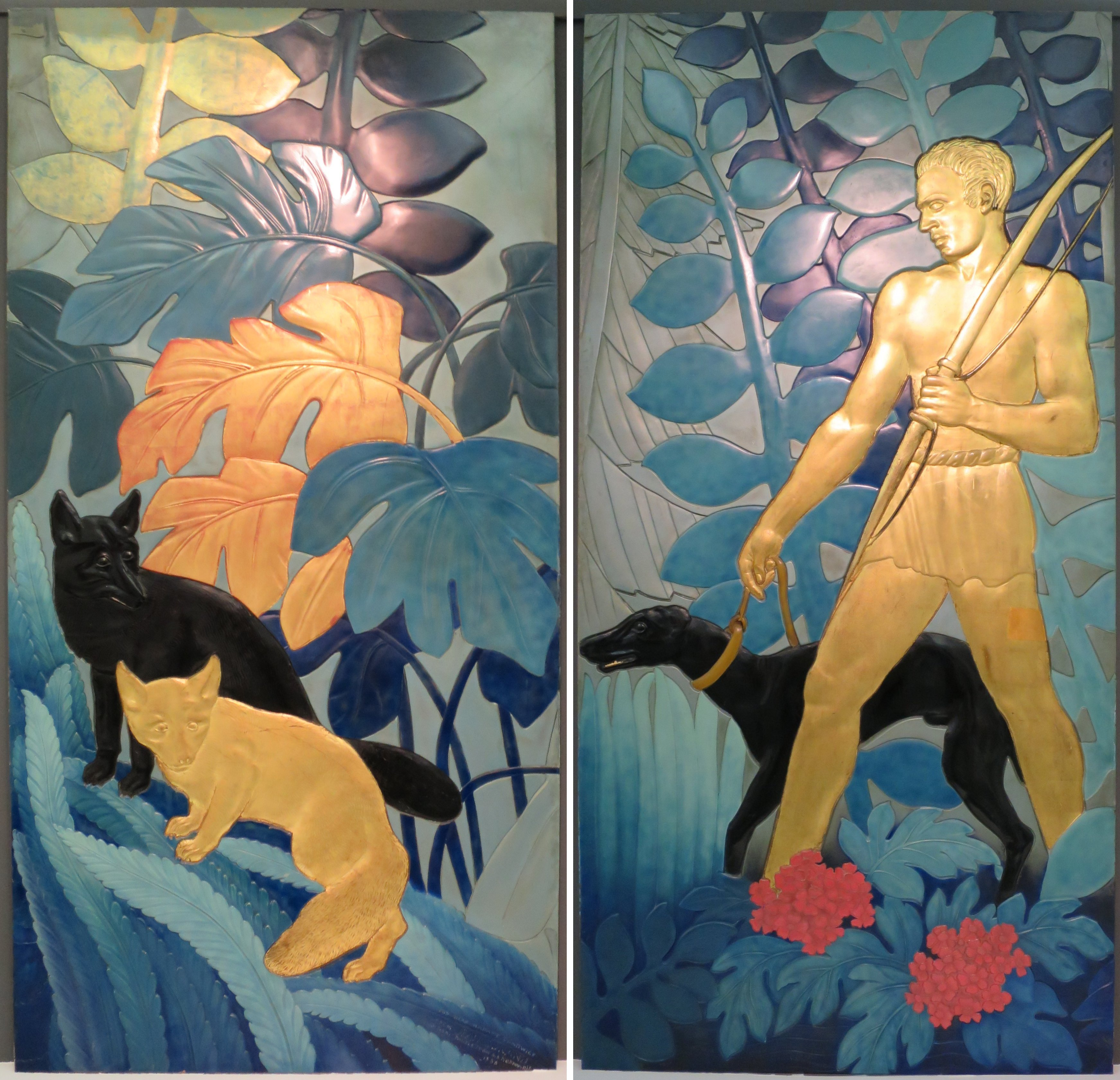
La chasse (1935), pannello a tecnica mista presso il Wolfsonian-FIU
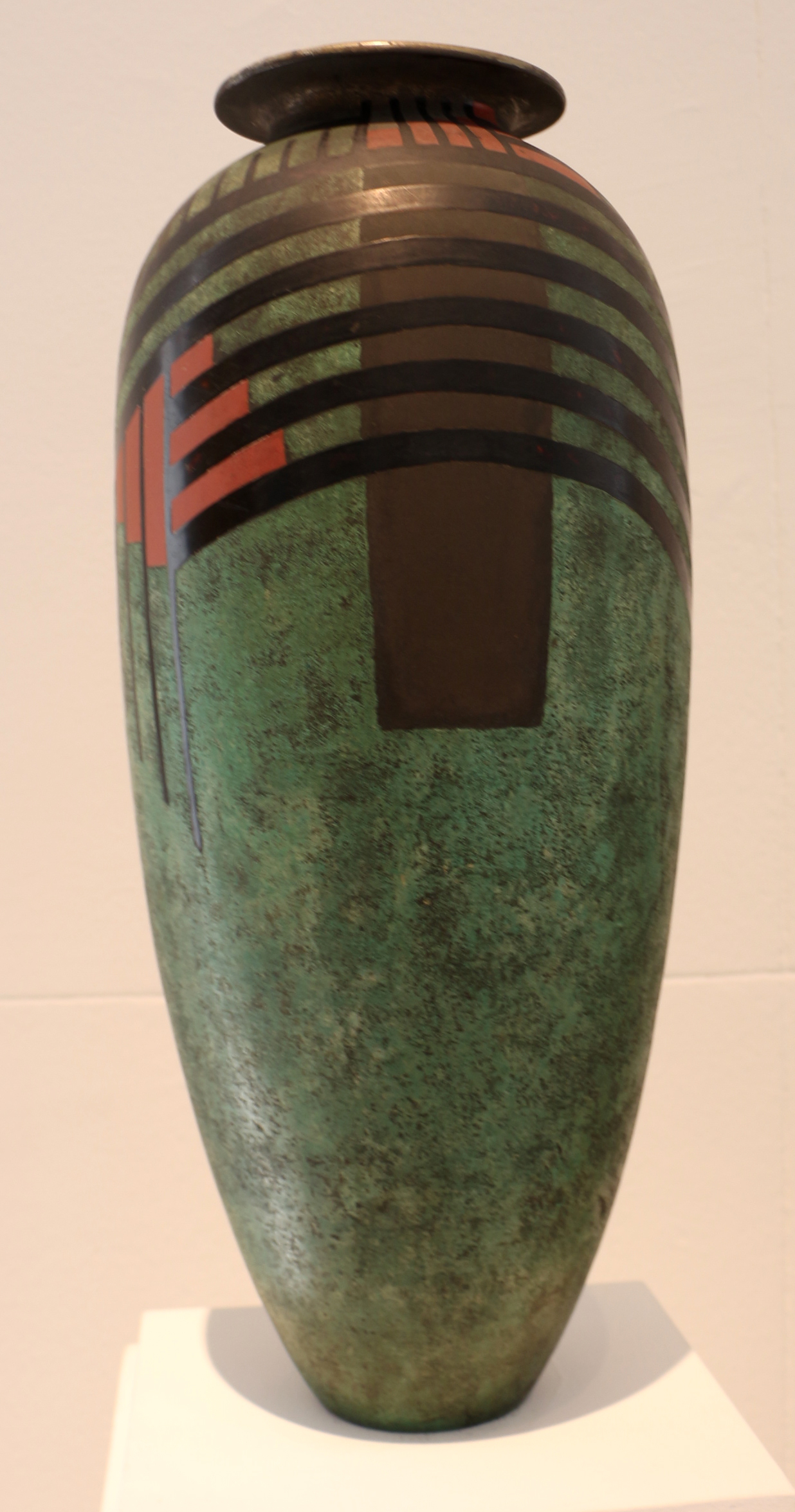
Vaso in rame laccato (ca. 1935) al Metropolitan Museum of Art
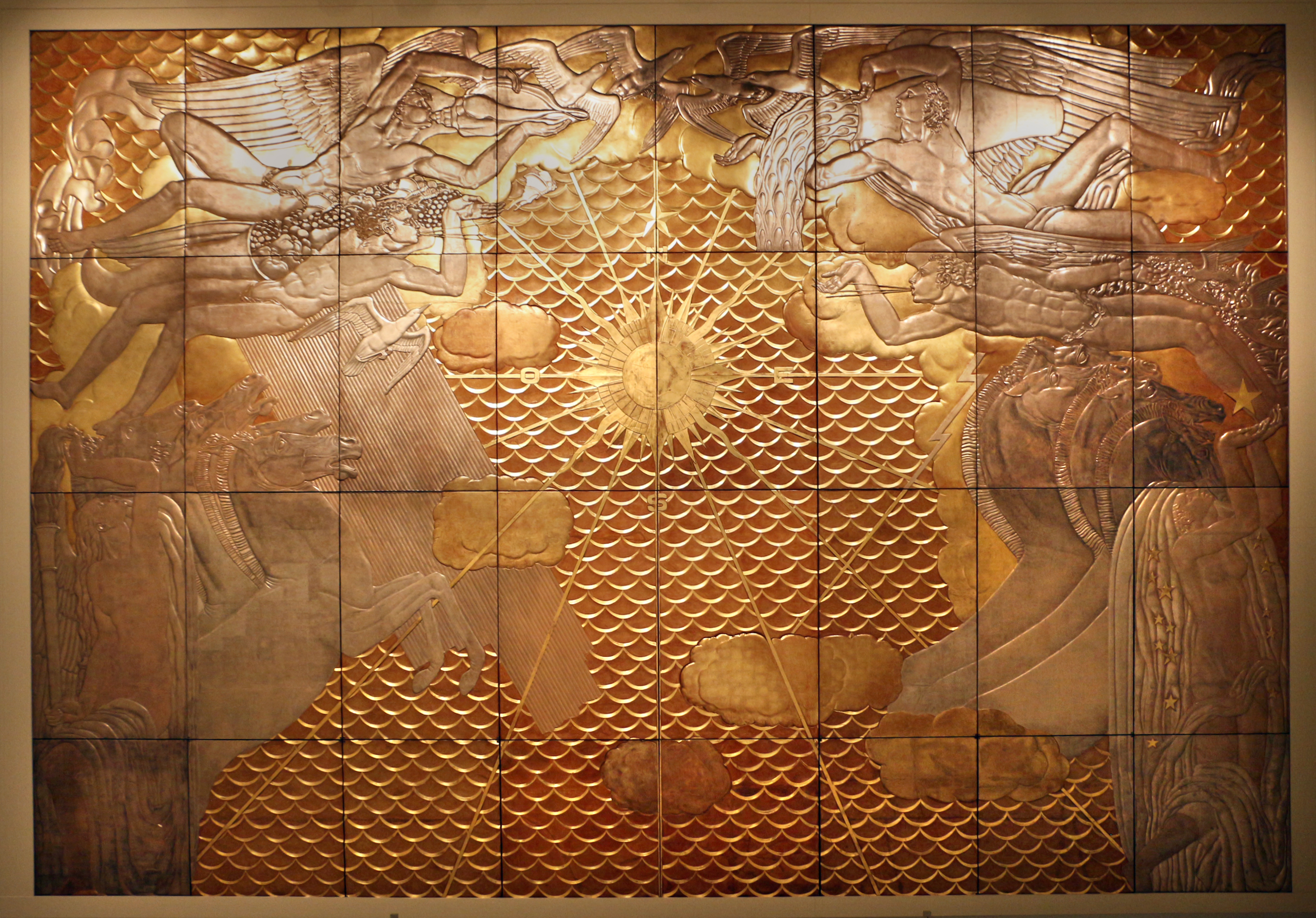
Il carro di aurora (1935), pannello a tecnica mista al Carnegie Museum of Art
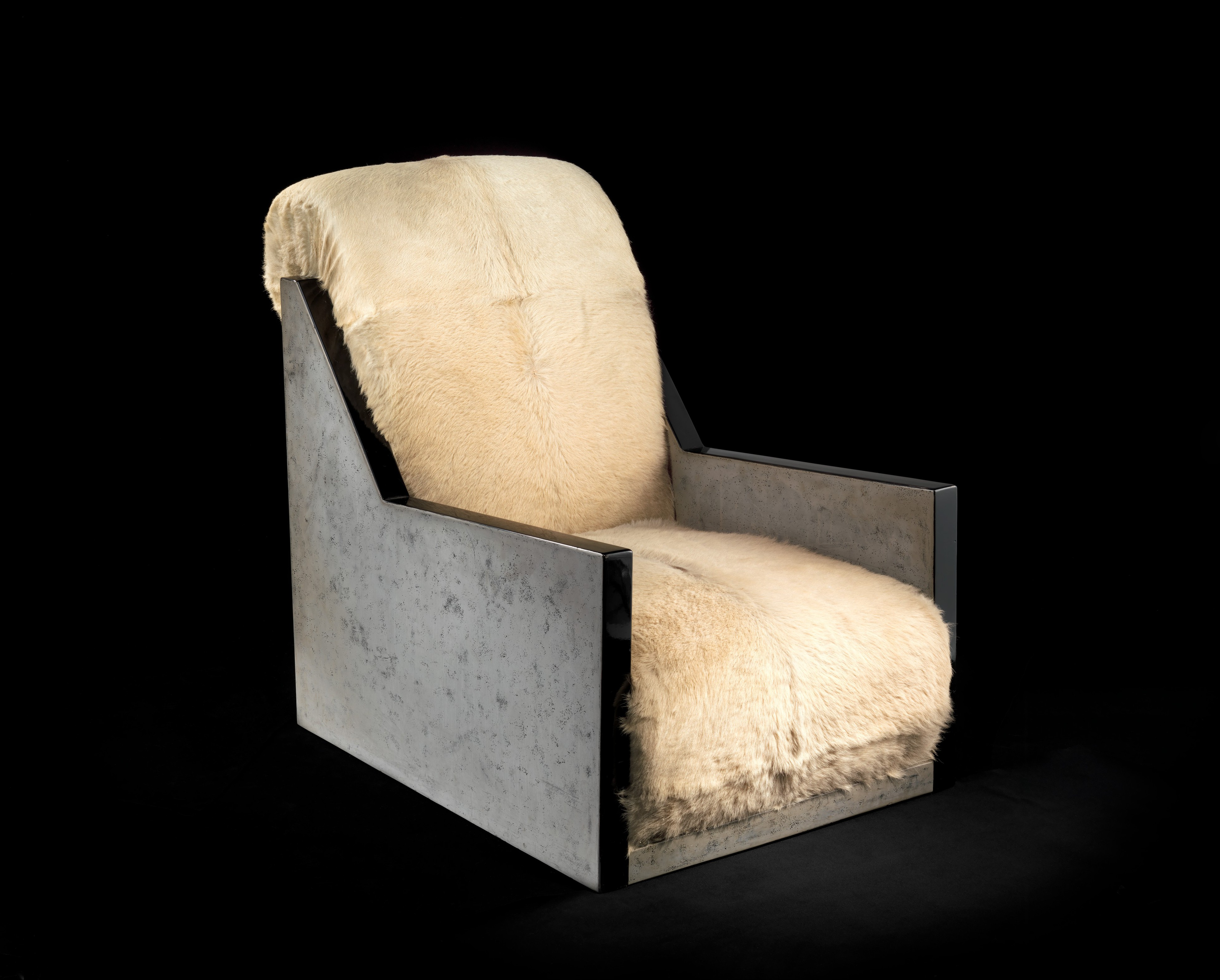
Easy Chair (1927-28) in legno laccato e pelle di capra al Metropolitan Museum of Art